# Erveu Francópulo
Erveu, Ervévio Francópulo (em francês: Hervé; em grego: Ἑρβέβιος; romaniz.: Ervévios Frankopoulos/Phrangopoulos [lit. "pequeno franco", "filho de francos"; em italiano: Erveo) foi um general mercenário normando a serviço do exército bizantino na década de 1050. Possivelmente foi o fundador da família bizantina Francópulo.

## História

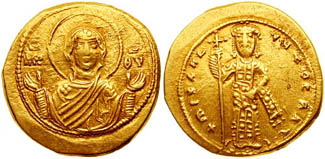
Tetartero de r.

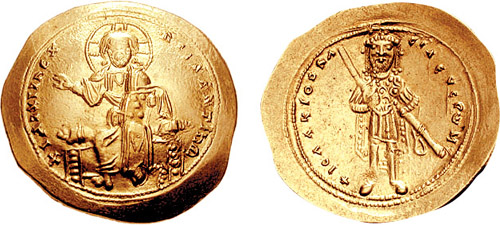
Histameno de r.

De acordo com Amado de Montecassino, Erveu e outros mercenários normandos lutaram pelo Império Bizantino sob Jorge Maniaces contra muçulmanos da Sicília entre 1038 e 1040. Entre 1040 e 1043, esteve da campanha contra os bizantinos na Apúlia e recebeu a cidade de Avelino (1042–1043). Por volta de 1050, aparece novamente como líder do mercenários normandos sob Nicéforo Briênio, o Velho e um dos dois principais responsáveis gregos. No mesmo ano, ele e Catacalo Cecaumeno foram derrotados por pechenegues perto do Danúbio.
Em 1056, exigiu o importante título de magistro ao imperador Miguel VI, o Estratiótico  (r. 1056–1057). Após ter sido recusado, foi para suas terras no Tema Armeníaco. De lá, ele juntou um séquito de uns 300 normandos e, na primavera de 1057, marchou para a Ásia Menor oriental, perto do lago de Vã. Lá, provavelmente pretendia fundar um estado para si, entrando, para isso, em guerra contra os armênios e contra os turcos seljúcidas. Após algum sucesso inicial, foi posteriormente capturado por meio de um estratagema do emir de Aquelate, Abonacer.
Erveu foi enviado preso a Constantinopla, mas conseguiu, aparentemente, se reconciliar com o imperador: um selo testemunha que recebeu o título de magistro e os postos de vestiarita e "estratelata do Oriente" no exército de Isaac I Comneno (r. 1057–1059). Por volta de 1063, porém, Mateus de Edessa relata que os turcos de Amida subornaram um tal "Francabol" para evitar uma batalha. Se este era o mesmo Erveu, é incerto, mas ele foi executado por Constantino X Ducas (r. 1059–1067) logo depois.

## Leitura complementar
- Schlumberger, Gustave (1881). «Deux Chefs Normands des Armées Byzantines au XI Siècle: Sceaux de Herve et de Raoul de Bailleul». Paris, France. Revue Historique (16): 289–303